# Platon Wolodyslaw Kornyljak
Platon Wolodyslaw Kornyljak (ukrainisch Платон Володислав Корниляк Platon Volodyslav Kornyljak; * 6. September 1920 in Stebni, Bukowina, Königreich Rumänien; † 1. November 2000 in München) war von 1959 bis 1996 der erste Apostolische Exarch für katholische Ukrainer des byzantinischen Ritus in Deutschland und Skandinavien.
Er wurde 1949 zum Priester geweiht und 1959 zum Titularbischof von Castra Martis.

## Leben

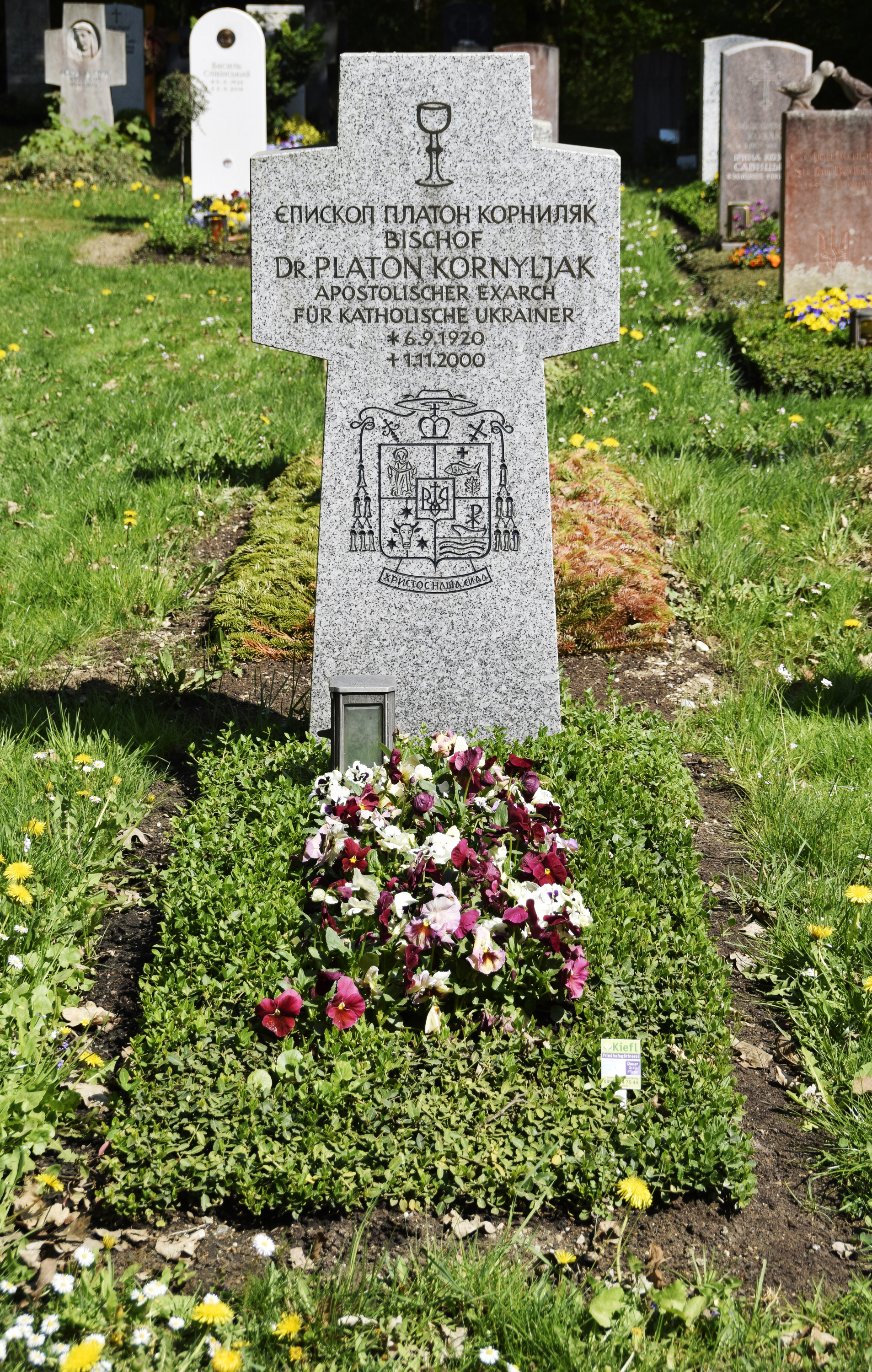
Das Grab von Platon Kornyljak im Waldfriedhof in München

Geboren 1920 in Stebni im damaligen Königreich Rumänien (dieser Ort liegt heute im Oblast Czernowitz in der Ukraine) in einer Bauernfamilie. Er wurde am 25. März 1945 von Bischof Iwan Buchko zum Priester geweiht. Von 1950 bis 1952 arbeitete er als persönlicher Assistent von Erzbischof Konstantin Bohachevsky in den Vereinigten Staaten und von 1952 bis 1959 als Kanzler des Apostolischen Exarchats in den Vereinigten Staaten für die Ukrainer.
Am 17. April 1959 wurde er vom Heiligen Stuhl zum Apostolischen Exarch des neu geschaffenen Apostolischen Exarchats in Deutschland und Skandinavien für die Ukrainer (bis 1982 nur mit Zuständigkeit für Deutschland) ernannt. Am 7. Juli 1959 wurde er dem Episkopat geweiht. Hauptkonsekrator war der Erzbischof Konstantin Bohatschewski, und die wichtigsten Mitkonsekratoren waren Bischof Ambrosius Senyschyn und Bischof Joseph Michael Schmondiuk in Philadelphia. Bischof Kornyljak trat am 16. Dezember 1996 in den Ruhestand.
Er nahm 1960 als Konzilsvater am Zweiten Vatikanischen Konzil teil. Er starb am 1. November 2000 in München und wurde dort im Münchener Waldfriedhof beerdigt.